# Fopius taiwanicus
Fopius taiwanicus är en stekelart som först beskrevs av Fischer 1975.  Fopius taiwanicus ingår i släktet Fopius och familjen bracksteklar. Inga underarter finns listade i Catalogue of Life.